# Llac Kaniere
El llac Kaniere és un llac glacial situat a la regió West Coast de l'illa del Sud de Nova Zelanda, a gairebé 200 metres de profunditat i envoltat de muntanyes i bosc madur de rimu. És sovint considerat el més bell de la zona, i una destinació turística i de lleure.

## Geografia

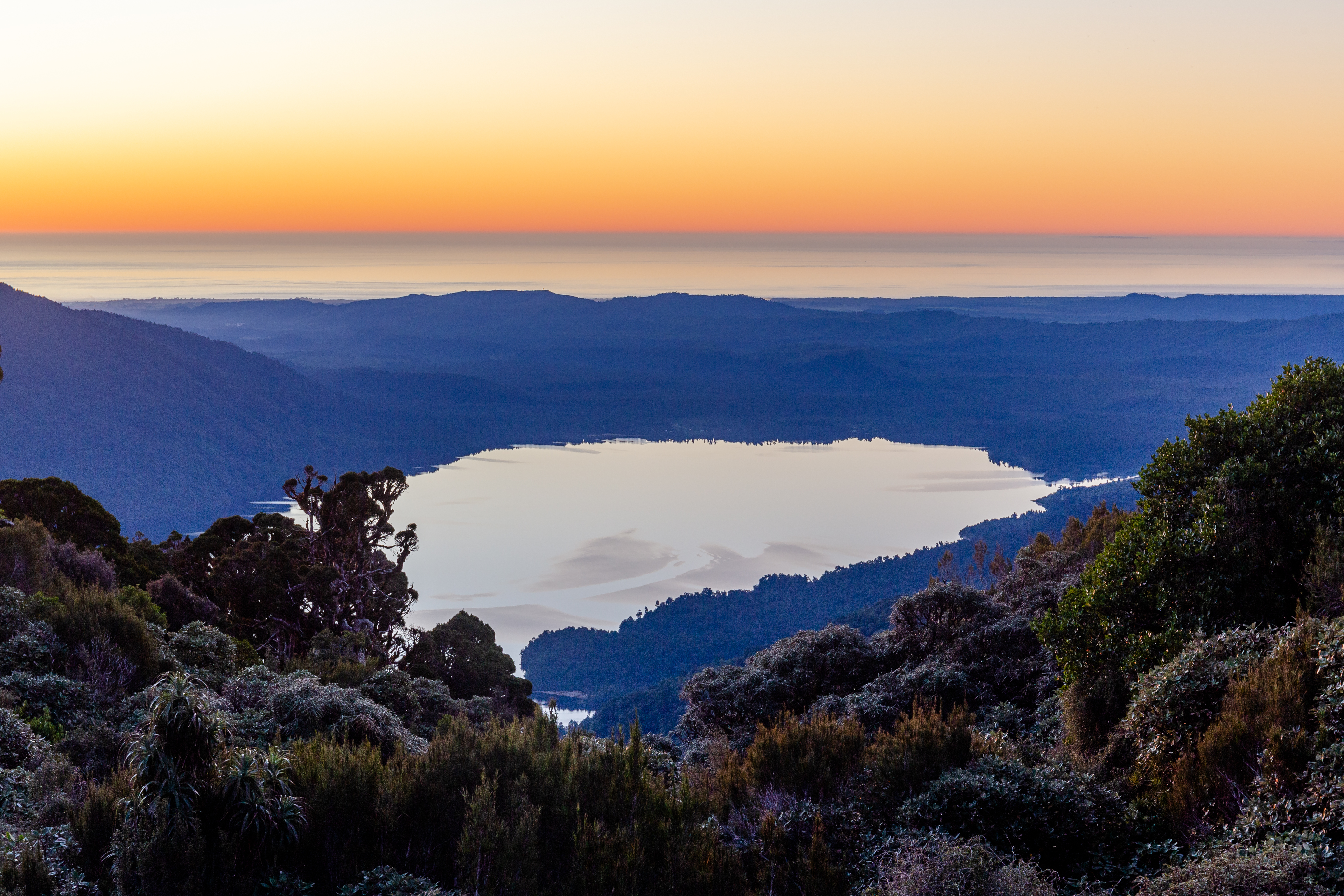
Vista d'amunt del llac.

Es troba a 19 km al sud-est de Hokitika, entre dues serralades. Amb 22 km², és el segon més gran de West Coast. Va de nord a sud, fa 8 km de llargada i 2 km d'amplada, i 195 m de profunditat. Té el mont Graham i l'Upright (maori: Te Taumata o Uekanuku) a la costa oest, i el Tūhua a l'est. S'inclou en la Reserva Panoràmica del Llac Kaniere, de 7.000 hectàrees.

Fotografia feta arran del llac.

La carretera de Hokitika arriba a la riba nord del llac a "The Landing" i es divideix: la carretera de Dorothy Falls recorre tota la banda occidental del llac i passa per Hans Bay i Dorothy Falls fins al riu Styx, mentre que l'altra bifurcació fa un curt camí cap a l'oest fins a Sunny Bight. Una ruta de senderisme de quatre hores segueix pel costat de l'oest del llac abans d'unir-se a la carretera de Dorothy Falls. La majoria de cases al voltant del llac Kaniere són actualment d'estiueig i hi ha un campament DOC a Hans Bay.

## Geologia
El llac Kaniere es va crear espontàniament per l'acció de les glaceres en l'últim període glacial, fa 14.000 anys, com molts llacs de West Coast. Avui, desemboca a la mar de Tasmània per l'extrem nord a través del riu Kaniere, però abans desguassava al riu Styx per l'extrem sud. Aquesta eixida va ser blocada per una esllavissada de terres, que va desviar l'aigua vers eel nord.

## Fauna
Els rierols que acaben al llac són la llar de diverses espècies de peixos autòctons, d'entre els quals els Gobiomorphus cotidianus, les Anguilla dieffenbachii, els Galaxias fasciatus i els Galaxias argenteus. En el passat, el llac ha estat proveït de peixos, i conté truita comuna i perca de riu, sobretot.
També s'hi poden trobar espècies d'aus autòctones, com corbs marins beccurts, corbs marins grossos, morells de Nova Zelanda, ànecs del paradís i rarament ànecs celluts. Hi ha unes quantes parelles d'ànecs blaus al riu Styx, a l'extrem sud del llac. Al bosc dels voltants hi ha cotorres frontgrogues, acantisites bec d'alena, ninox de Nova Zelanda, raspinells americans i fins i tot keas. Els primers colons maoris van trobar un gran nombre de kàkapos al voltant del llac.

## Flora

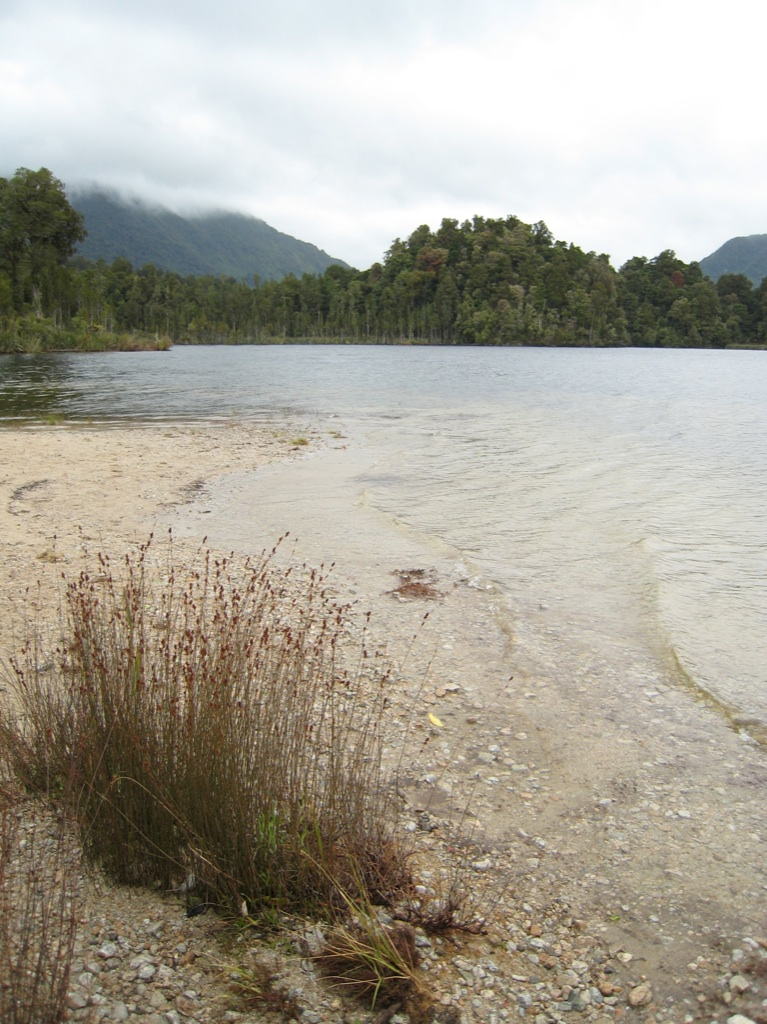
Una altra perspectiva del llac.

La Reserva Panoràmica del Llac Kaniere està formada en gran part per rimu madur i és considerada una de les zones de bosc de vegetació baixa més ecològicament significatives del centre de West Coast. La composició del bosc de rimu varia: a les terrasses planes, conté Metrosideros umbellata i Libocedrus bidwillii, mentre que a les faldes hi ha més Ripogonum scandens, Freycinetia banksii i Prumnopitys ferruginea. A les zones més pantanoses hi ha altres espècies d'arbres, com ara Manoao colensoi, kaikawaka i Dacrycarpus dacrydioides.

## Història humana

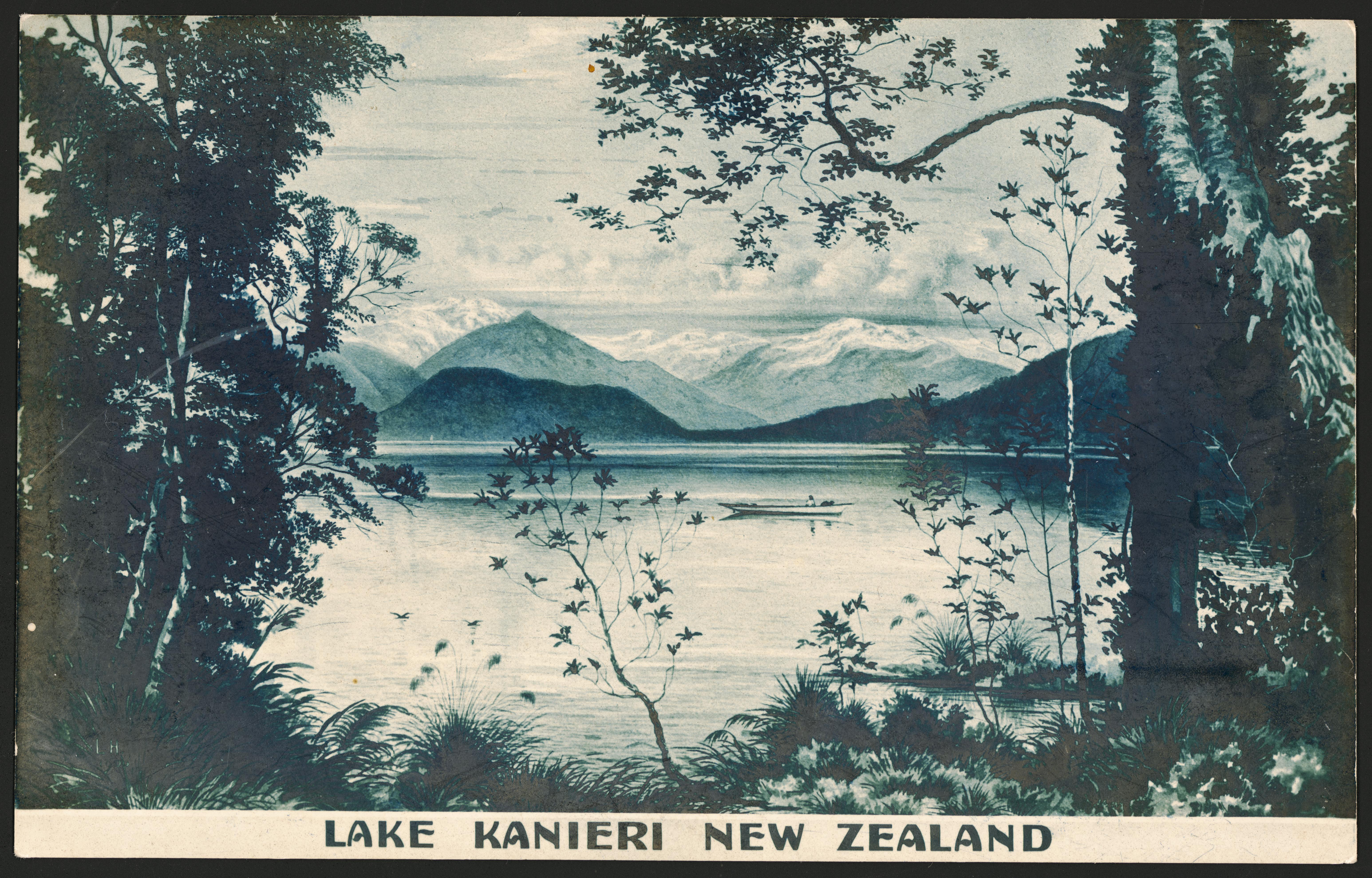
Postal turística del llac de 1910.

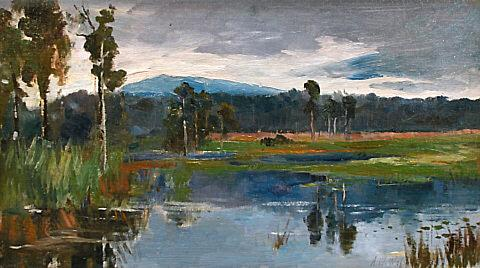
Pintura d'Alfred Walsh.

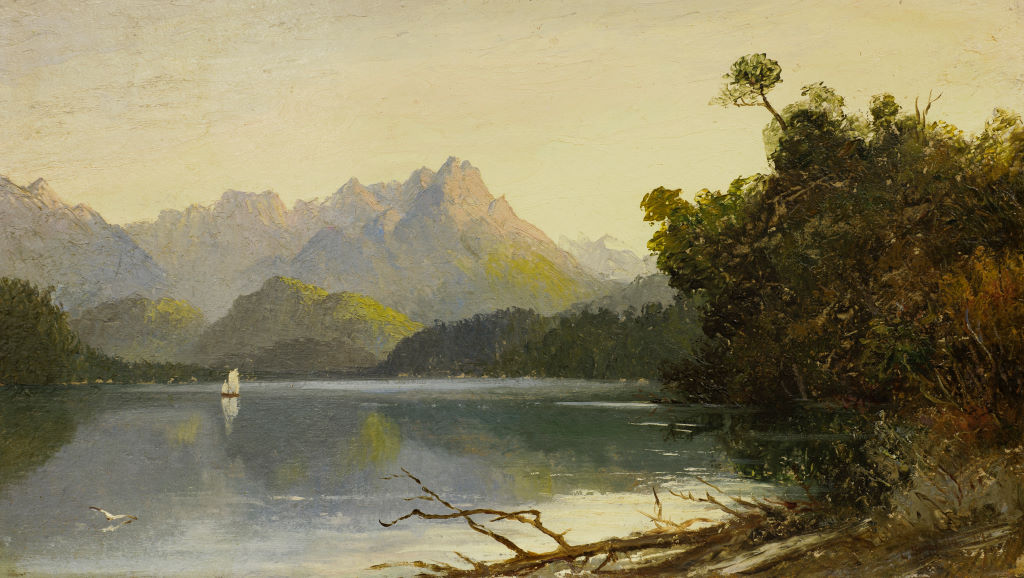
Pintura de Charles Blomfield.

En l'època preeuropea, el llac Kaniere era un important lloc de recollida d'aliments (maori: {{{1}}} mahinga kai) per als maoris, i les espècies d'anguilla dieffenbachii i de weka eren dos dels recursos alimentaris més importants dins i vora el llac.
El 1909, es va construir una petita central hidroelèctrica al riu Kaniere per 15.000 lliures neozelandeses amb l'objectiu de subministrar energia a l'equip de bombeig de la mina d'or Ross. L'aigua s'agafa prop de l'assut de l'extrem nord del llac i recorre 9 km a través d'una sèrie de túnels i canals fins que arriba a una central elèctrica bessona capaç de generar 520 kW; la cursa d'aigua es va utilitzar originalment per a l'obturació d'or a la zona de Kaniere. El canal de fusta més destacat, Johnson's Flume, es va esfondrar el 1973 i va ser substituït per moviments de terra. La central elèctrica de Kaniere Forks va subministrar més tard la draga d'or a Rimu, i a partir de 1931 va generar exclusivament energia per a Hokitika; avui, 3,75 GWh anuals a la ciutat. Una passarel·la de 3 hores i mitja segueix el curs aquàtic, que forma part del West Coast Wilderness Trail.
El llac Kaniere és un lloc popular per a activitats de lleure com ara el càmping, els pícnics, les motos d'aigua i l'esquí aquàtic. Alguns naturistes hi van, malgrat que Nova Zelanda no té platges nudistes oficials —el nudisme és legal a totes. També es tracta del principal subministrament d'aigua per a Hokitika.